# Actually
Actually is het tweede studioalbum van de Pet Shop Boys. Het album verscheen in 1987 onder het Parlophone-label van EMI.
Actually is muzikaal gezien een evolutie van het eerste album, Please. Het album bestaat voor een deel uit nummers die al waren geschreven voordat de Pet Shop Boys doorbraken. Zo is het nummer One more chance mede geschreven door Bobby Orlando.

## Tracks
1. One more chance (05:30)
2. What have I done to deserve this? (met Dusty Springfield) (04:18)
3. Shopping (03:37)
4. Rent (05:08)
5. Hit music (04:44)
6. It couldn't happen here (05:20)
7. It's a sin (04:59)
8. I want to wake up (05:08)
9. Heart (03:58)
10. King's Cross (05:10)

## Singles
Van het album werden de volgende singles uitgebracht:
- It's a Sin (15 juni 1987)
- What Have I Done to Deserve This? (10 augustus 1987)
- Rent (12 oktober 1987)
- Heart (21 maart 1988)

## Heruitgaven

### 4 juni 2001
In 2001 werd het album geremasterd en op 4 juni opnieuw uitgebracht als een dubbel-cd (Parlophone 7243 5 30506 2 7 (EMI) / EAN 0724353050627). De eerste cd is het originele album. De tweede, getiteld Further Listening 1987-1988, bevat nummers en mixen uit dezelfde periode als het album, die deels voor het eerst op cd verschenen of zelfs nog niet eerder waren uitgebracht.
Het artwork van de voorkant van het album is gebaseerd op de oorspronkelijke lp-uitgave. De achterkant werd geheel opnieuw ontworpen.
De tracks op de tweede cd zijn:
1. I want to wake up (breakdown mix) (06:00)
2. Heart (Shep Pettibone version) (04:12)
3. You know where you went wrong (05:51)
4. One more chance (seven-inch mix) (03:49)
5. It's a sin (disco mix) (07:41)
6. What have I done to deserve this? (extended mix) (06:50)
7. Heart (disco mix) (08:39)
8. A new life (04:56)
9. Always on my mind (demo version) (04:04)
10. Rent (seven-inch mix) (03:36)
11. I want a dog (04:59)
12. Always on my mind (extended dance mix) (08:13)
13. Do I have to? (05:16)
14. Always on my mind (dub mix) (02:04)

### 13 februari 2009
Op 13 februari 2009 werd het oorspronkelijke album opnieuw uitgebracht, als budget-release (EMI 2682902 (EMI) / EAN 5099926829029). Deze uitgave bestaat uit de eerste cd van de geremasterde release uit 2001. Het artwork is weer teruggebracht naar het originele cd artwork, inclusief de achterkant.

## Trivia
- De titel van het album was gebaseerd op het verhaal rondom de titel van het vorige album. Nu konden klanten in de platenzaak zeggen "I'd like the new album from the Pet Shop Boys, Actually".
- Voor het nummer What have I done to deserve this? wilden de Pet Shop Boys per se Dusty Springfield als zangeres hebben. Dusty had al jaren geen platen meer opgenomen en was aan lager wal geraakt. Na enig aandringen stemde Dusty toe, en het zou een opleving van haar carrière betekenen. De Pet Shop Boys zouden later een deel van haar album Reputation produceren.
- Van het nummer One more chance is een singleversie gemaakt en zijn in sommige landen promo's uitegebracht. Waarschijnlijk was het de bedoeling dit nummer op single uit te brengen. Deze versie verscheen in 2001 op een heruitgave van het album.
- Het nummer Rent is later gecoverd door tal van artiesten, onder wie Liza Minnelli. Haar versie staat op het door de Pet Shop Boys geproduceerde album Results.
- Op 30 november 1987 werd het nummer Always on my mind uitgebracht. Dit was niet afkomstig van Actually maar zou verschijnen op het volgende album Introspective. Op de hoes van de single-release staat ook de mededeling “Not from the album, Actually.”
- De singleversie van Heart is een remix van de versie op Actually. Samen met West End girls, It's a sin en Always on my mind is het een van de vier nummer 1-hits die de Pet Shop Boys in Groot-Brittannië hadden.
- Gedurende deze periode maakten de Pet Shop Boys ook een film, It Couldn't Happen Here, die vele nummers van Please en Actually bevatte. De videoclip van Always on my mind was afkomstig uit deze film.
- Twee maanden na het uitbrengen van het album brak een brand op station King's Cross uit, waarbij 31 doden vielen. Het nummer Kings Cross werd gebruikt om geld in te zamelen voor de slachtoffers via betaalde bellijnen.